# 14丁目-ユニオン・スクエア駅
14丁目-ユニオン・スクエア駅（14ちょうめ-ユニオン・スクエアえき、英語: 14th Street–Union Square）はマンハッタン区ユニオンスクエア近くにあるニューヨーク市地下鉄の複合駅で、BMTブロードウェイ線、BMTカナーシー線、IRTレキシントン・アベニュー線が相互に乗換できる。4番街 - 14丁目交差点にあり、以下の運行系統が乗り入れている。
- 4系統、6系統、L系統およびQ系統：終日
- 5系統およびR系統：深夜帯以外
- W系統：平日23時迄
- <6>系統：平日の混雑方向

2014年には3567万7468人が利用し、ニューヨーク市地下鉄で4番目に繁忙な駅であった。
14丁目-ユニオン・スクエア駅はビジネス街や住宅街、ナイトスポットなど様々なエリアに隣接している。駅の南東側はイースト・ヴィレッジ、南-南西側はグリニッジ・ヴィレッジ、北西側はチェルシー 、北-北東側はフラットアイアン・ディストリクトとグラマシー・パークである。
元々は3つの駅が別々になっていたが、1940年の地下鉄の市営一元化後に統合された。現在ではメザニンや出入口、サイネージが共用になっている。2005年にはアメリカ合衆国国家歴史登録財に指定された。

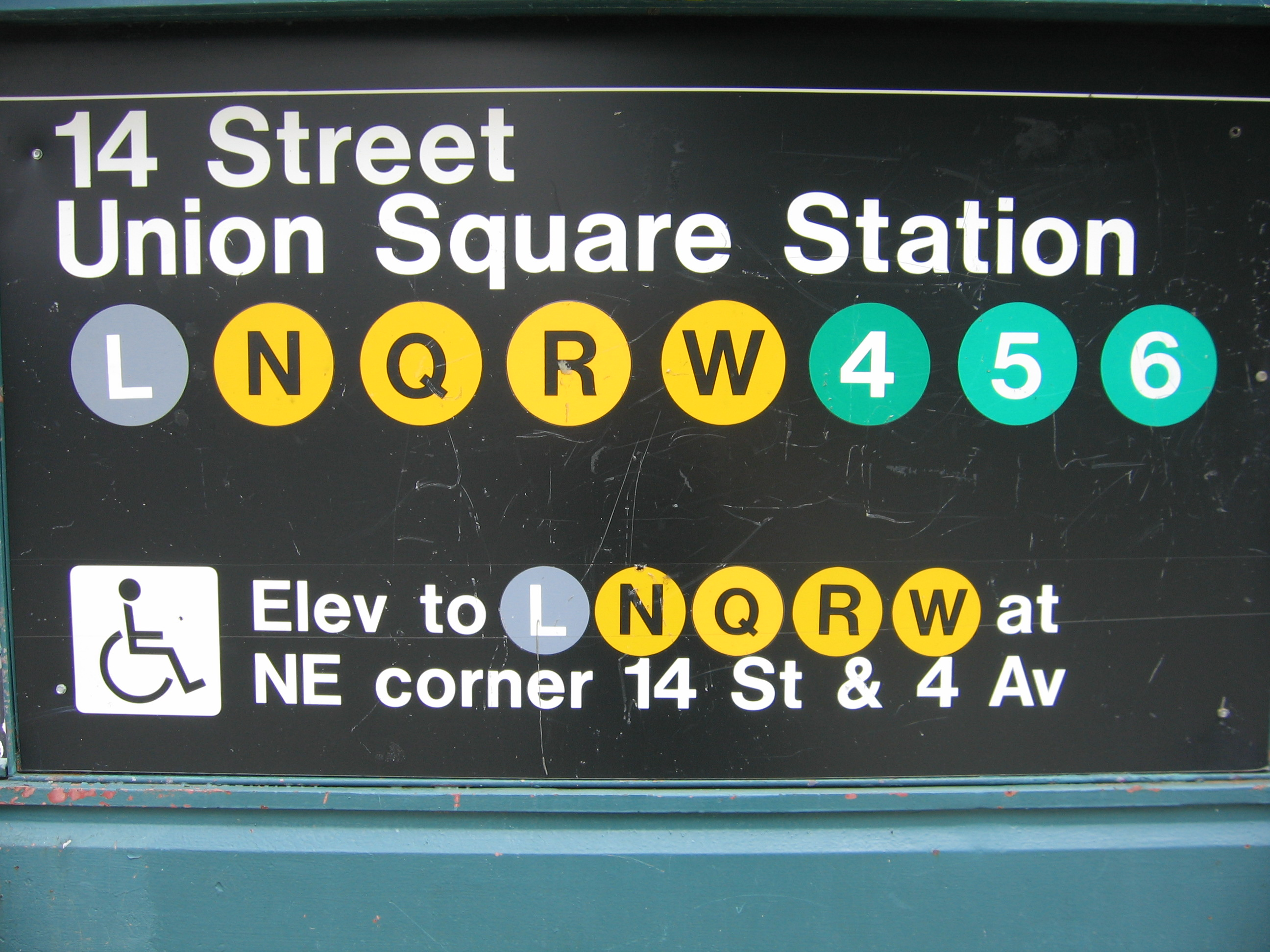
2010年6月に'系統が廃止になる前の案内板

## 駅構造
| G                                   | 地上階                                     | 出入口 |
| B1                                  | 改札階                                     | 改札口、駅員詰所、メトロカード自動券売機 （14丁目-パーク・アベニュー・サウス（ユニオン・スクエア・イースト）交差点の北東角にエレベーターあり） |
| B2 レキシントン・アベニュー線ホーム | 相対式ホーム、廃止                         | 相対式ホーム、廃止 |
| B2 レキシントン・アベニュー線ホーム | 北行緩行線                                 | ← 深夜帯：ウッドローン駅行き（23丁目/パーク・アベニュー・サウス駅） ← ペラム・ベイ・パーク駅行き（23丁目/パーク・アベニュー・サウス駅） ← 平日午後：パークチェスター駅行き（23丁目/パーク・アベニュー・サウス駅）                                                                                                  |
| B2 レキシントン・アベニュー線ホーム | 島式ホーム、到着番線に応じた側のドアが開く | |
| B2 レキシントン・アベニュー線ホーム | 北行急行線                                 | ← 深夜帯以外：ウッドローン駅行き（グランド・セントラル-42丁目駅） ← ダイアー・アベニュー駅行き（グランド・セントラル-42丁目駅） ← ラッシュ時：ネレイド・アベニュー駅行き（グランド・セントラル-42丁目駅） |
| B2 レキシントン・アベニュー線ホーム | 南行急行線                                 | → 深夜帯以外：ユーティカ・アベニュー駅行き（ブルックリン・ブリッジ駅）→ 平日：ブルックリン・カレッジ駅行き（ブルックリン・ブリッジ駅）→ 週末：ボウリング・グリーン駅行き（ブルックリン・ブリッジ駅）→ |
| B2 レキシントン・アベニュー線ホーム | 島式ホーム、到着番線に応じた側のドアが開く | |
| B2 レキシントン・アベニュー線ホーム | 南行緩行線                                 | → 深夜帯：ニューロッツ・アベニュー駅行き（アスター・プレイス駅）→ ブルックリン・ブリッジ駅行き（アスター・プレイス駅）→ |
| B2 レキシントン・アベニュー線ホーム | 相対式ホーム、廃止                         | |
| B2 ブロードウェイ線ホーム           | 北行緩行線                                 | ← 深夜帯及び休日：アストリア-ディトマース・ブールバード駅行き（23丁目/ブロードウェイ駅） ← 深夜帯：96丁目駅行き（23丁目/ブロードウェイ駅） ← フォレスト・ヒルズ-71番街駅行き（23丁目/ブロードウェイ駅） ← 平日：アストリア-ディトマース・ブールバード駅行き（23丁目/ブロードウェイ駅）                             |
| B2 ブロードウェイ線ホーム           | 島式ホーム、到着番線に応じた側のドアが開く | |
| B2 ブロードウェイ線ホーム           | 北行急行線                                 | ← 平日：アストリア-ディトマース・ブールバード駅行き（34丁目-ヘラルド・スクエア駅） ← 深夜帯以外：96丁目駅行き（34丁目-ヘラルド・スクエア駅） |
| B2 ブロードウェイ線ホーム           | 南行急行線                                 | → 平日：シー・ビーチ線経由スティルウェル・アベニュー駅行き（キャナル・ストリート駅）→ 深夜帯以外：ブライトン線経由スティルウェル・アベニュー駅行き（キャナル・ストリート駅）→ |
| B2 ブロードウェイ線ホーム           | 島式ホーム、到着番線に応じた側のドアが開く | |
| B2 ブロードウェイ線ホーム           | 南行緩行線                                 | → 深夜帯及び休日：シー・ビーチ線経由スティルウェル・アベニュー駅行き（8丁目-ニューヨーク大学駅）→ 深夜帯：ブライトン線経由スティルウェル・アベニュー駅行き（8丁目-ニューヨーク大学駅）→ ベイ・リッジ-95丁目駅行き（8丁目-ニューヨーク大学駅）→ 平日：ホワイトホール・ストリート駅行き（8丁目-ニューヨーク大学駅）→ |
| B3 カナーシー線ホーム               | 西行線                                     | ← 8番街駅行き（6番街駅） |
| B3 カナーシー線ホーム               | 島式ホーム、左側ドアが開く                 | |
| B3 カナーシー線ホーム               | 東行線                                     | → カナーシー-ロッカウェイ・パークウェイ駅行き（3番街駅）→ |

## IRTレキシントン・アベニュー線
IRTレキシントン・アベニュー線14丁目-ユニオン・スクエア駅（14ちょうめ-ユニオン・スクエアえき、英語: 14th Street–Union Square）は1904年10月27日に開業した急行停車駅で、島式ホーム2面4線を有する。アップタウン方面ホームとダウンタウン方面ホームはずらして配置されており、カーブ上にある。ダウンタウン方面ホームには可動式の可動ステップが設けられ、列車到着時に近接センサが働いて自動的にホーム-車両間の隙間を埋めるようになっている。メザニンはホームの上にある。
廃止された緩行線の相対式ホームが2本あり、北行ホームは太く明るい赤枠で仕切られているのが車窓から見える。ダウンタウン方面ホームのメザニン北端からは、合板の穴から相対式ホームを覗き見ることができる

### 1991年の事故
1991年8月28日、駅の北側で5人が死亡、215人が重軽傷を負う脱線事故が起きた。これは1928年にIRTブロードウェイ-7番街線タイムズ・スクエア-42丁目駅で16人が死亡した事故以来のものであった。運転士のロバート・レイは酒に酔っており、ブロンクス区のウッドローン駅からホーム逸走を繰り返していた。駅の北側でユーティカ・アベニュー駅行 4系統は保線作業中の急行線から緩行線に転線したが、制限速度 時速10マイル（時速16キロメートル）の区間に時速40マイル（時速65キロメートル）で進入したため2両目以降がポイントで脱線し積み重なるように激突した。編成のうち1435、1436、1437、1439、1440の各車はその場でほぼスクラップ状態になり、IRTレキシントン・アベニュー線の構造物も深刻な損傷を受けた。6日間に渡って運休（その間は59丁目駅止で運転された）となり、MTAの作業員は復旧作業に追われた。信号設備や分岐器、線路、路盤、配線類や支柱23本など主要な設備はほとんど交換された。レイは過失致死罪で有罪となり懲役15年を宣告されたが、模範囚だったため2002年4月に釈放された。
この事故は古い行き止まり線で起きた。IRTブロードウェイ-7番街線72丁目駅と同様、14丁目-ユニオン・スクエア駅も駅手前で別線から入線できるようになっていた。これは緩行線と急行線の間におよそ91メートル (300 ft)に渡って設けられていた。これはホームにまだ先行列車が残っている状態で待ち合わせをする待避線として考えられていたが、このとき既に編成長が待避線の長さを上回っており、待避線の用をなさなくなっていた。このため、復旧の際にこの待避線は撤去された。

### 画像

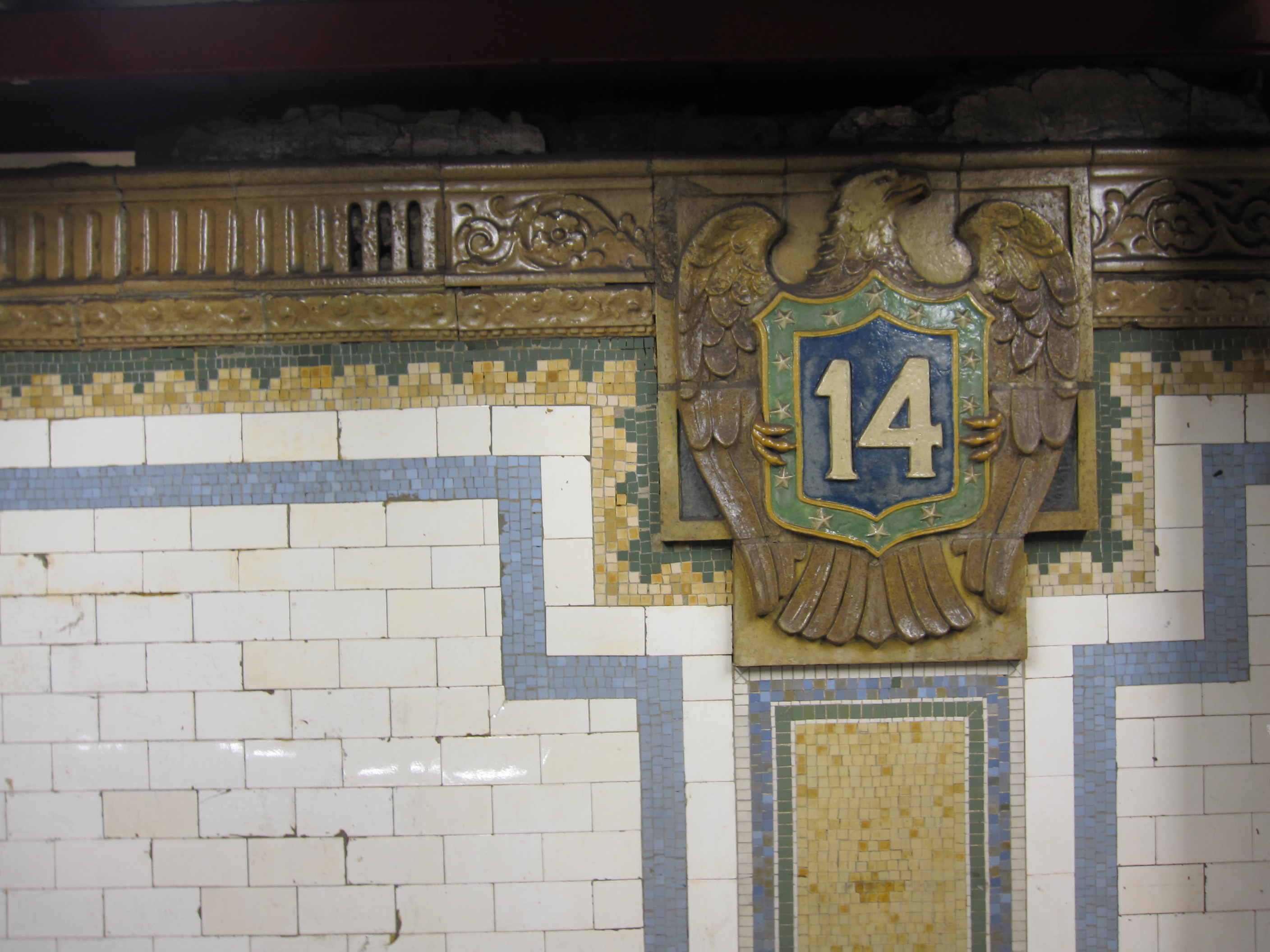
IRT時代の "14" をあしらった鷲型のカルトゥーシュ
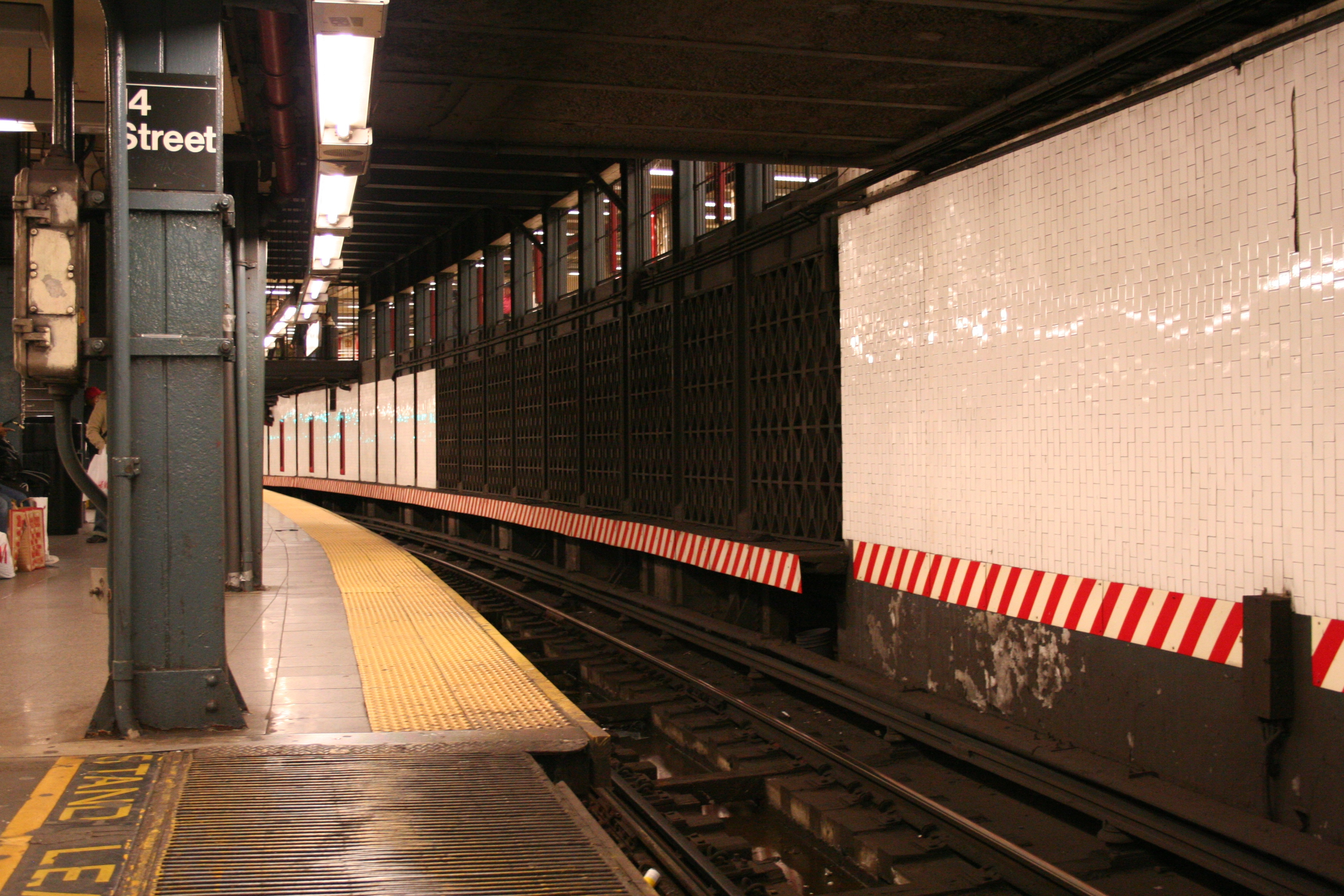
廃止された相対式ホーム。右側は壁と黒い棒で隠れているが、ホーム縁が見える
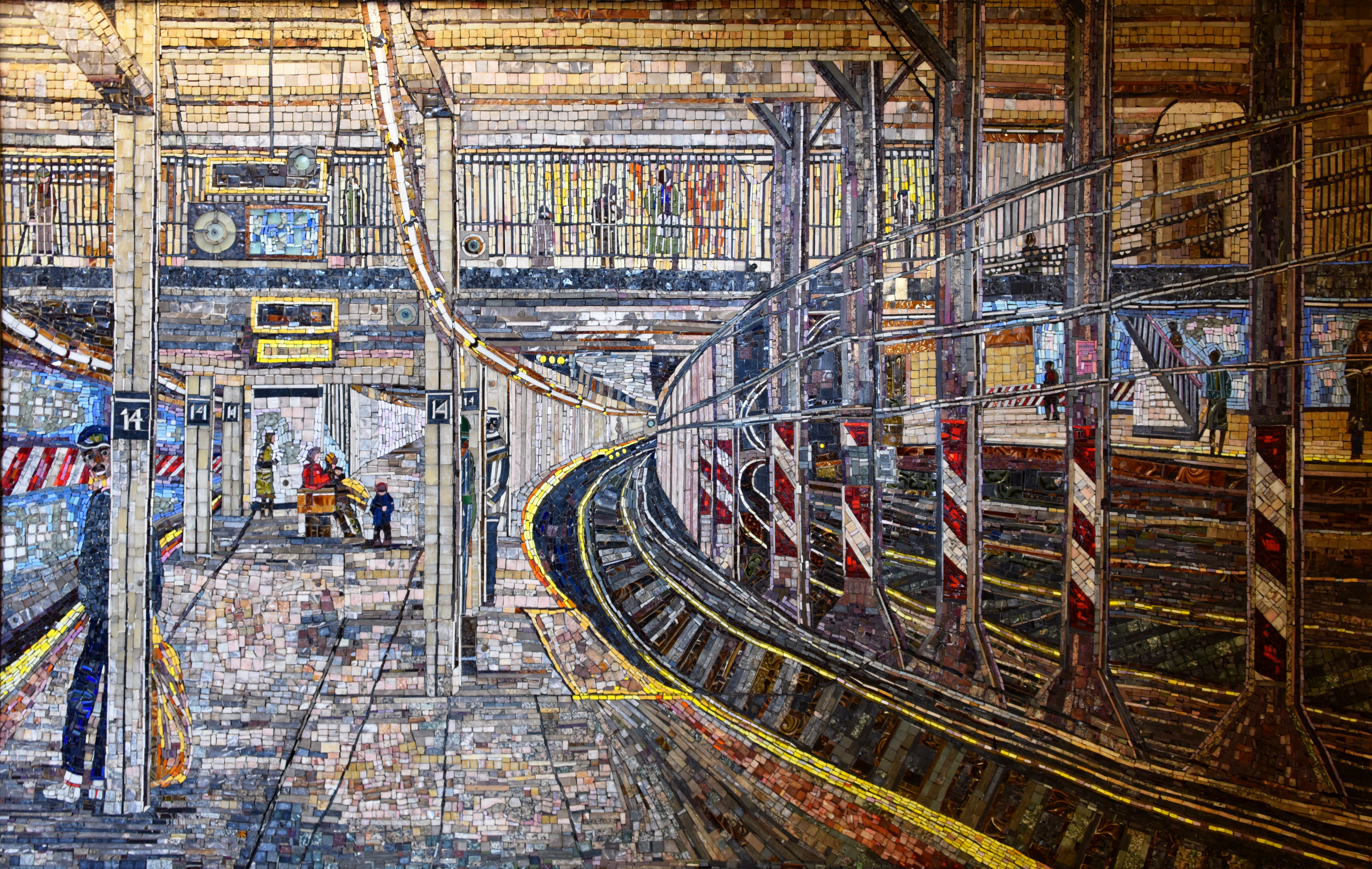
スプリング・ストリートの駅エントランスにある、ホームの様子を描いた精緻なモザイク画

## BMTブロードウェイ線
BMTブロードウェイ線14丁目-ユニオン・スクエア駅（14ちょうめ-ユニオン・スクエアえき、英語: 14th Street–Union Square）は1917年9月5日に開業した急行停車駅で、島式ホーム2面4線を有する。
14丁目-ユニオン・スクエア駅はブロードウェイを運行する3路線の中で対面乗り換えの設備を持つ駅としては最南端の駅である。ホーム壁面には1828年にブロードウェイとバワリー・ロードが繋がった際のことを描いたモザイク画がはめ込まれている。メザニンとホーム間連絡通路は改装されており、北行ホームの一番南側の階段を含む古い通路と階段は閉鎖されている。
MTAは1970年代末に駅改修工事を行い、開業以来の壁タイルや古い案内板、白熱灯を新しい案内板や帯タイル、タイルモザイクの駅名標や蛍光灯に交換した。また、階段やホーム縁も修繕された。2002年にはADA対応のため改修工事が行われ、1910年代の開業当初のタイル張りが復元された。この際、合わせて階段の修繕や壁および床のタイル張り直し、照明設備や放送設備の更新やホーム縁への黄色い安全帯の設置、案内板の更新や路盤の整備が行われた。現在はホームごとに駅エントランスとIRTレキシントン・アベニュー線への連絡通路を結ぶエレベーターも設置されている。
2005年から青島千穂制作の City Glow という作品が展示されている。

### 画像

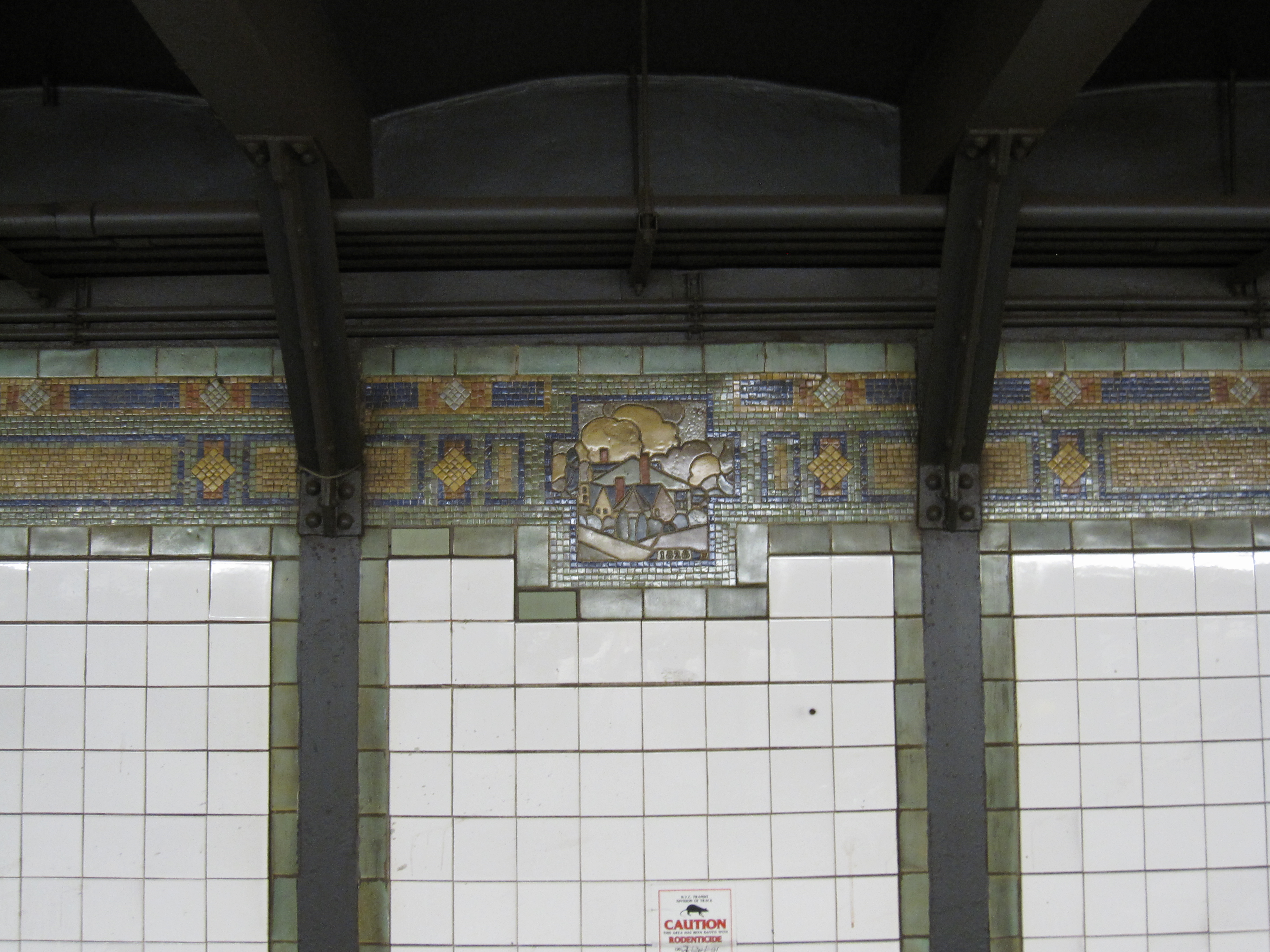
1828年にブロードウェイとバワリー・ロードが繋がったことを表現したタイルモザイク
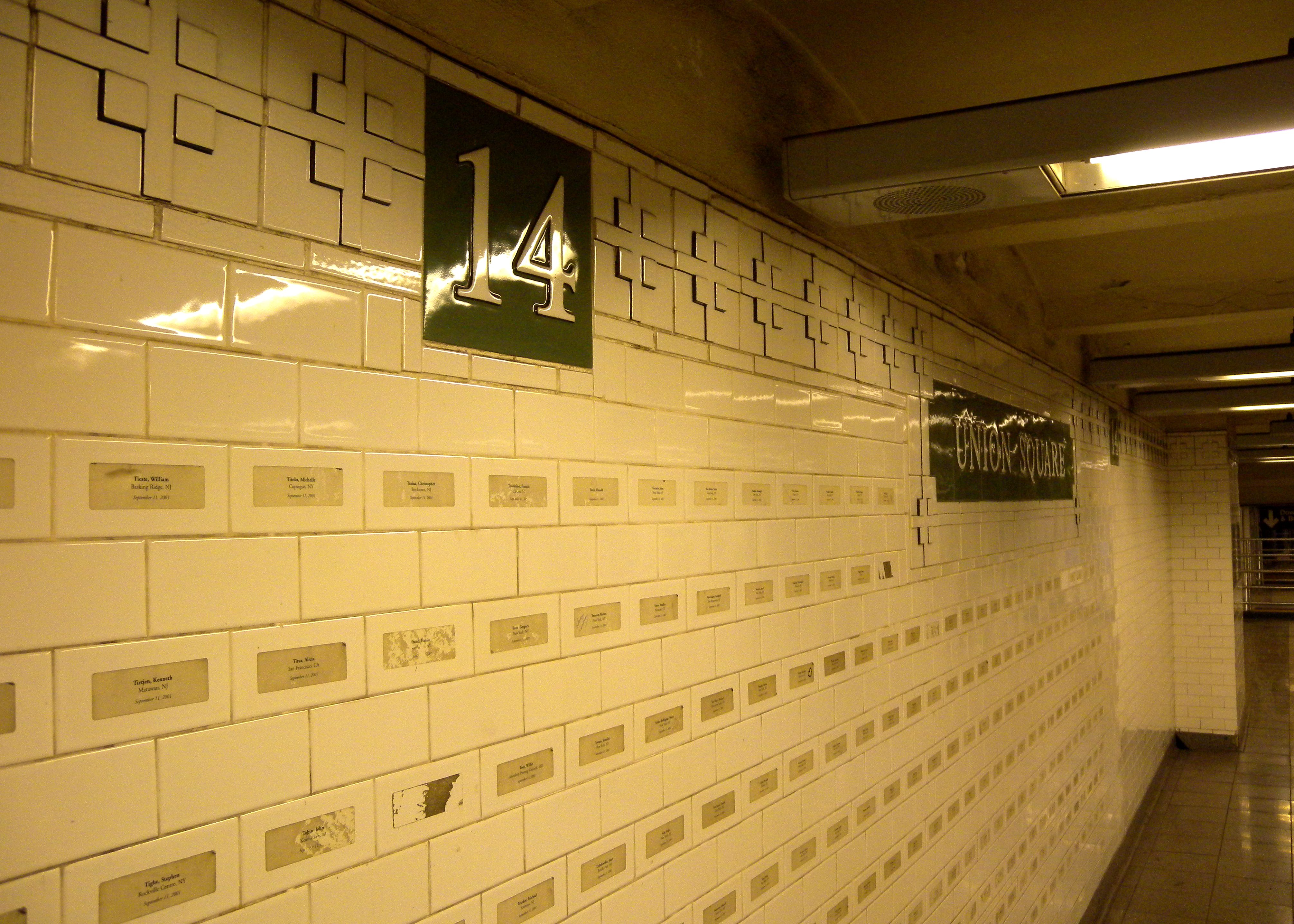
メザニンに新設された駅名標。アメリカ同時多発テロ事件の犠牲者の名前が入れられている
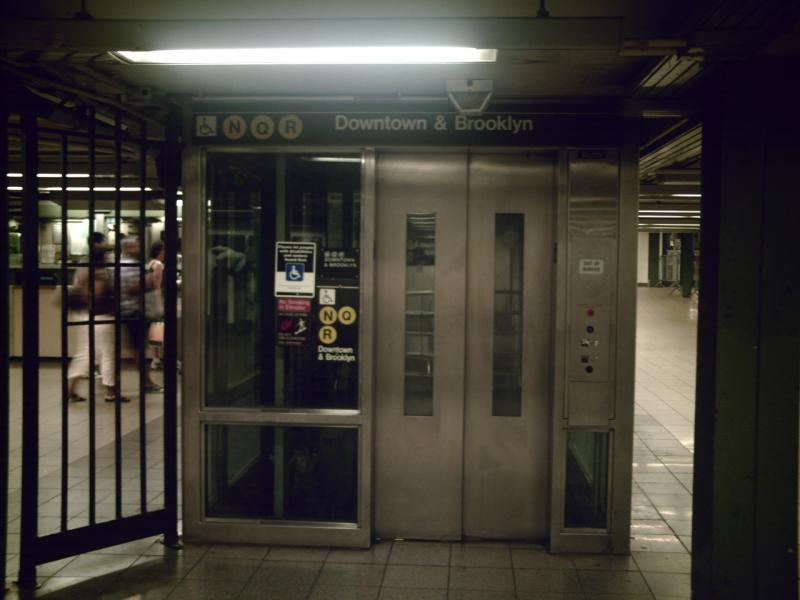
メザニン - 南行ホーム間のエレベーター

## BMTカナーシー線
BMTカナーシー線ユニオン・スクエア駅 (Union Square) は1924年9月21日に開業した島式ホーム1面2線の駅で、多くの階段が設けられている。メザニンはブロードウェイ - ユニバーシティ・プレイス間の14丁目南側にあるエントランスと繋がっている。
他線に向かう他のエントランスもこのメザニンに繋がっている。ホーム壁面には開業当時からのタイルモザイクの帯が設けられ、スカイブルー、シーグリーン、ライムグリーン、イエローオーカーの帯が新しく設けられたグリーンで縁取りしたタイルパネルの上に映えている。改装工事でホーム - メザニン間にエレベーターが設けられ、ADA対応の駅となっている。